# La paciencia de la araña
La paciencia de la araña es el quinto trabajo discográfico de Los Caballeros de la Quema, editado en 1998, trabajo que le valió fama a nivel nacional y difusión en las radios de la mano de Avanti morocha que, en 2002, fue considerada la 66° mejor canción del rock argentino por Rolling Stone. El éxito de la canción les permitió tomar cartas en la escena del rock argentino, pudiendo así, llegar a tocar en Obras Sanitarias por primera vez.

## Lista de canciones
Todas las letras fueron escritas por Iván Noble, exceptuando «Más de lo menos» que fue escrita junto con Javier Cavo.

| La paciencia de la araña |                              |                             |          |  |
| N.º                      | Título                       | Música                      | Duración |  |
| 1.                       | «Rajá rata»                  | Javier Cavo · Pablo Guerra  | 3:03     |  |
| 2.                       | «Malvenido»                  | Javier Cavo · Martín Méndez | 4:49     |  |
| 3.                       | «Todos atrás y Dios de 9»    | Martín Méndez               | 4:34     |  |
| 4.                       | «Oxidado»                    | Pato Castillo               | 5:17     |  |
| 5.                       | «Más de lo menos»            | Iván Noble                  | 3:50     |  |
| 6.                       | «De mala muerte»             | Pablo Guerra                | 3:48     |  |
| 7.                       | «Huelga de princesas»        | Pato Castillo               | 3:54     |  |
| 8.                       | «Me voy yendo»               | Pablo Guerra                | 5:21     |  |
| 9.                       | «Cerrá bien cuando te vayas» | Martín Méndez               | 3:02     |  |
| 10.                      | «Avanti morocha»             | Iván Noble                  | 5:46     |  |
| 11.                      | «Madres»                     | Martín Méndez               | 5:22     |  |

## Datos técnicos y formación de la banda
- Piano, órganos y coros: Ariel "Garfield" Caldara
- Guitarra y coros: Martín Méndez
- Batería y Algún Coro: Javier "Nene" Cavo
- Bajo y coros: Patricio Castillo
- Guitarra, armónica y coros: Pablo Guerra
- Voz: Iván Noble
- Saxo alto, tenor barítono y coros: Carlitos Arín
- Art Velazco: Trombón
- Harry Kim: Trompeta
- Luis Conte: Percusión
- Sebastián Borner: Actuación especial en Oxidado

## Videoclips
- Malvenido (1998)
- Me voy yendo (1998)
- Avanti morocha (1999)

## Curiosidades
- "Rajá rata" hace referencias, sin nombrarlos, a figuras como Domingo Cavallo, Carlos Menem y Alfredo Astiz.
- "Todos atrás y dios de 9", se menciona al músico británico Sid Vicious.
- "Oxidado" está dedicado a la conductora radial Carla Ritrovato, con quien Noble tuvo una relación a mediados de la década de 1990.
- "Madres" tema que describe las marchas de Madres y Abuelas de Plaza de Mayo, a pesar de la triste realidad ellas siguen marchando todos los miércoles para reclamar Justicia y no olvidar a sus seres queridos desaparecidos o  torturados por el Gobierno Militar de la década de los 70.